# Brompton (Londyn)
Brompton – dzielnica Londynu, leżąca w gminie Royal Borough of Kensington and Chelsea. W 2001 miasto dzielnica 8839 mieszkańców. W czasie i po II wojnie światowej był to jeden z pierwszych ośrodków emigracji polskiej w Wielkiej Brytanii.

## Historia

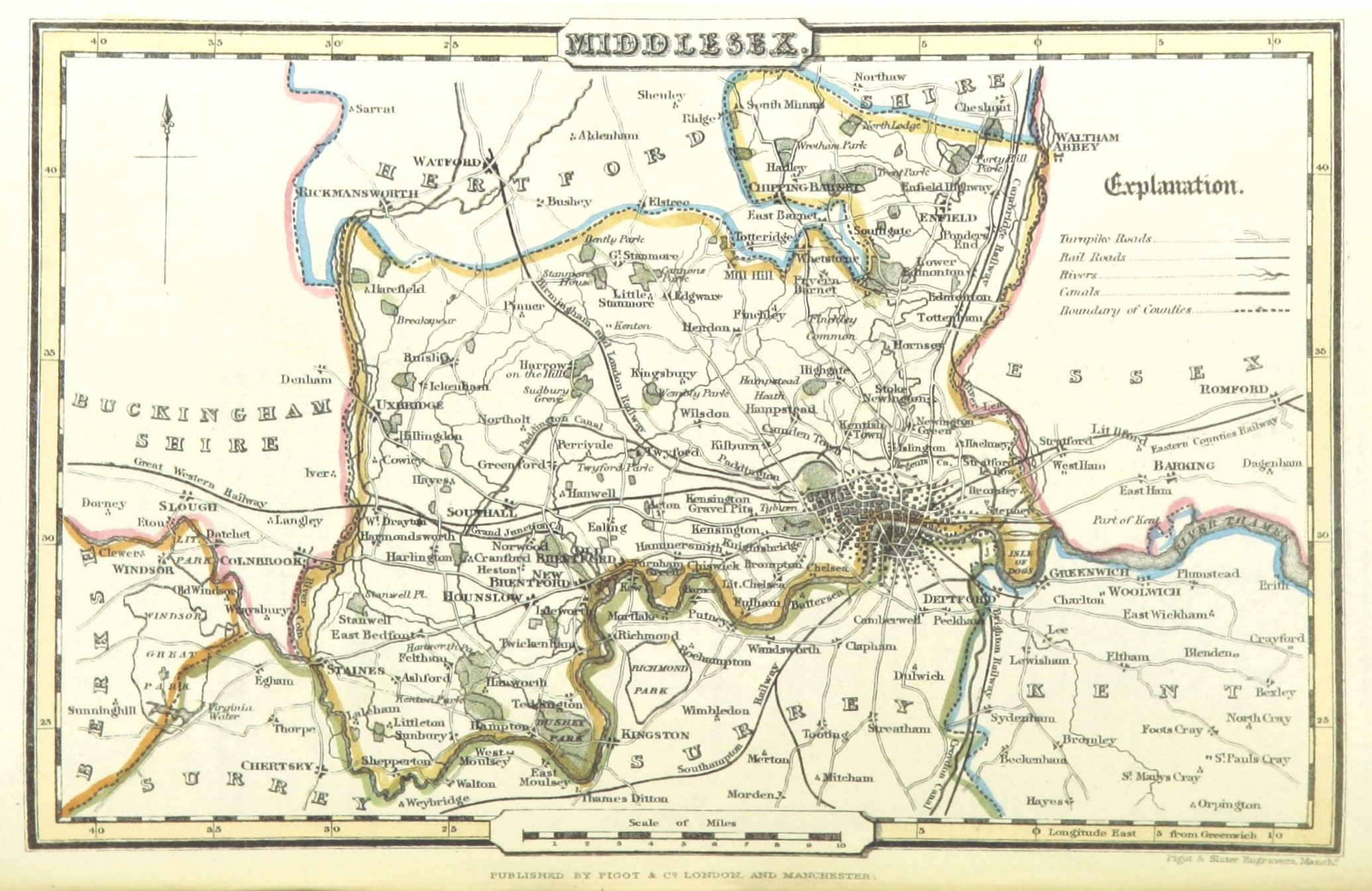
Pigot & Co. mapa z 1842 r. Brompton w hrabstwie Middlesex

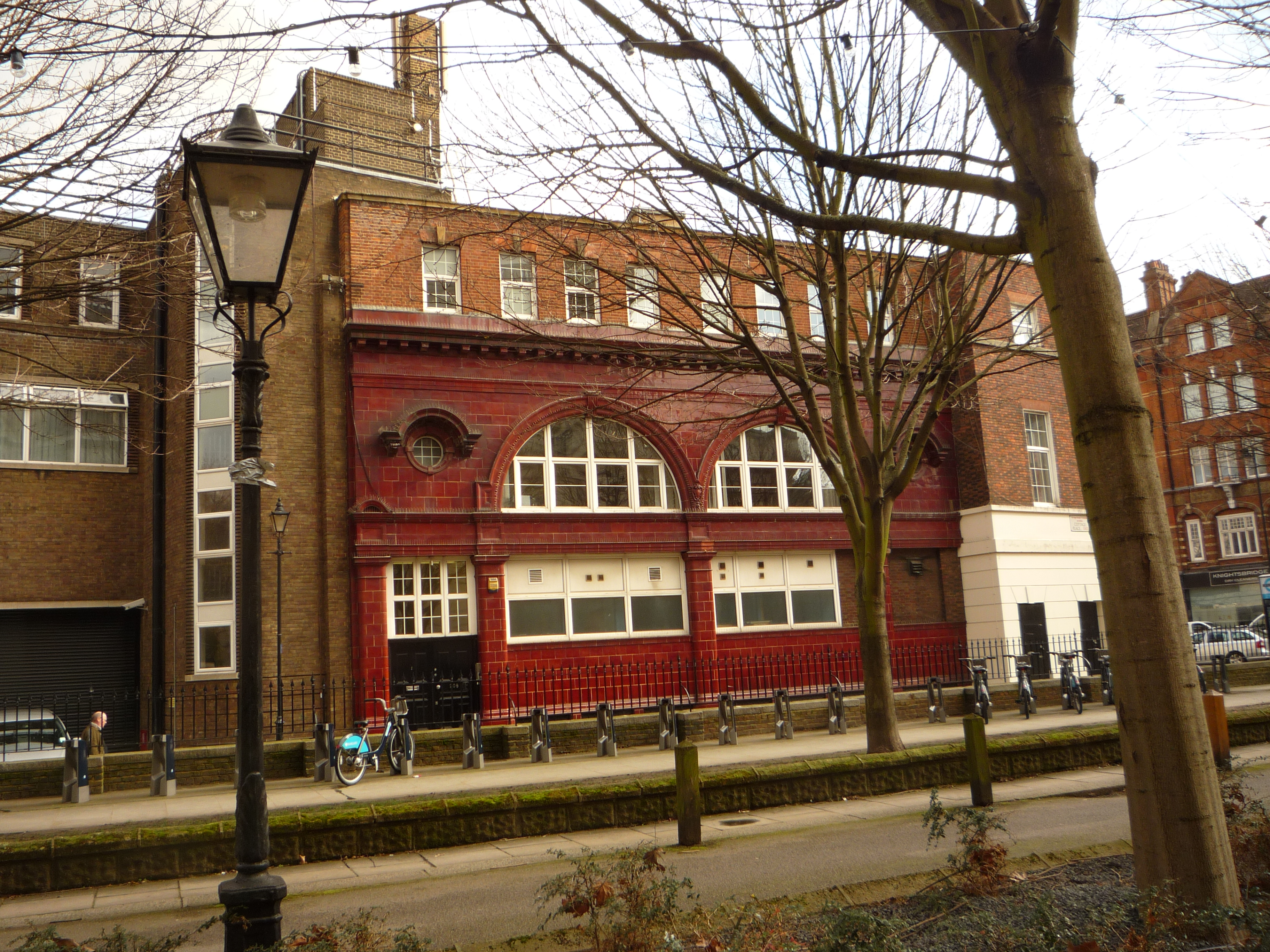
206 Brompton Road, była stacja metra

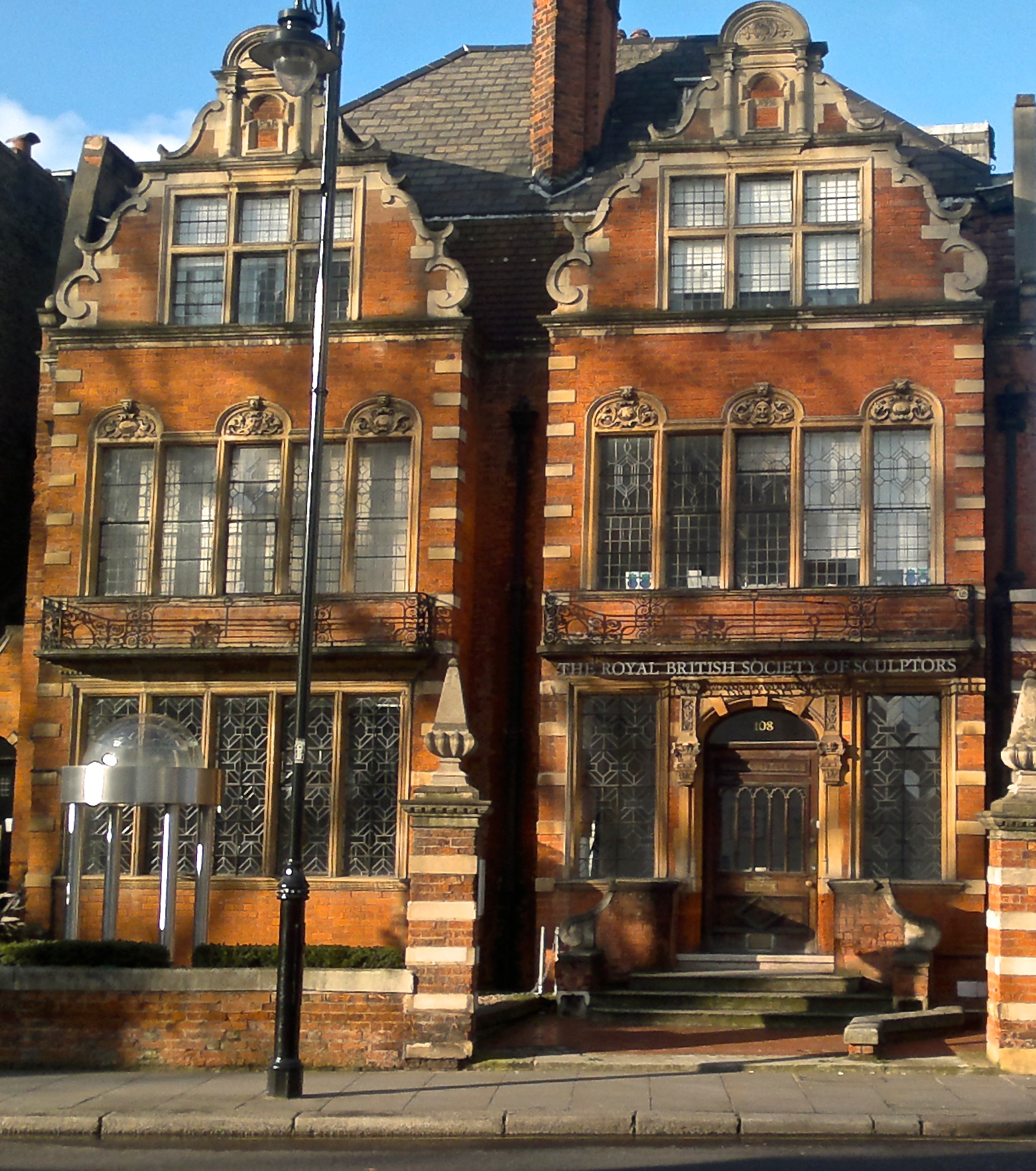
Royal Society of British Sculptors przy 108 Old Brompton Road

Mapa z 1916 r. Brompton w poprzedniej gminie Kensington (Metropolitan Borough)

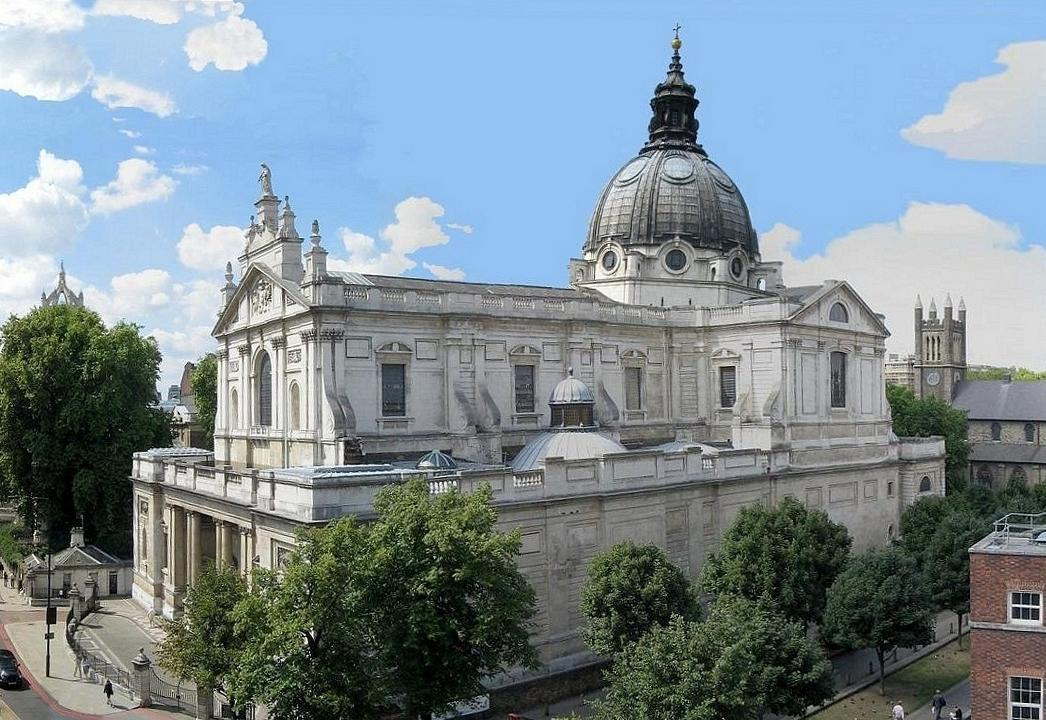
Brompton Oratory

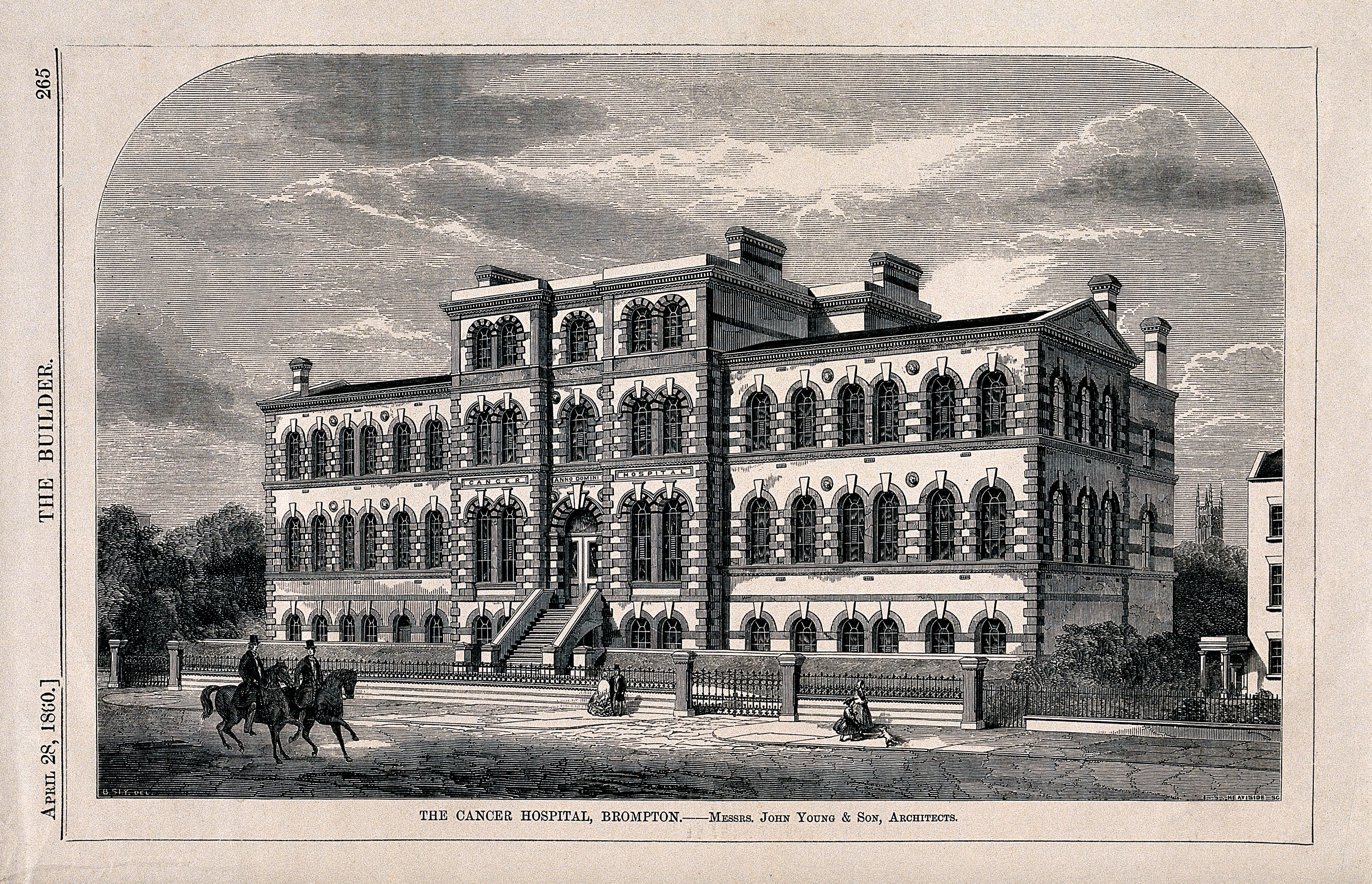
Royal Marsden Hospital, pierwotny szpital onkologiczny, 1859 r.

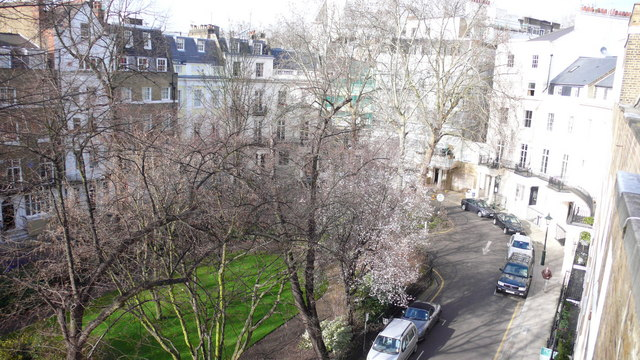
Brompton Square, Londyn

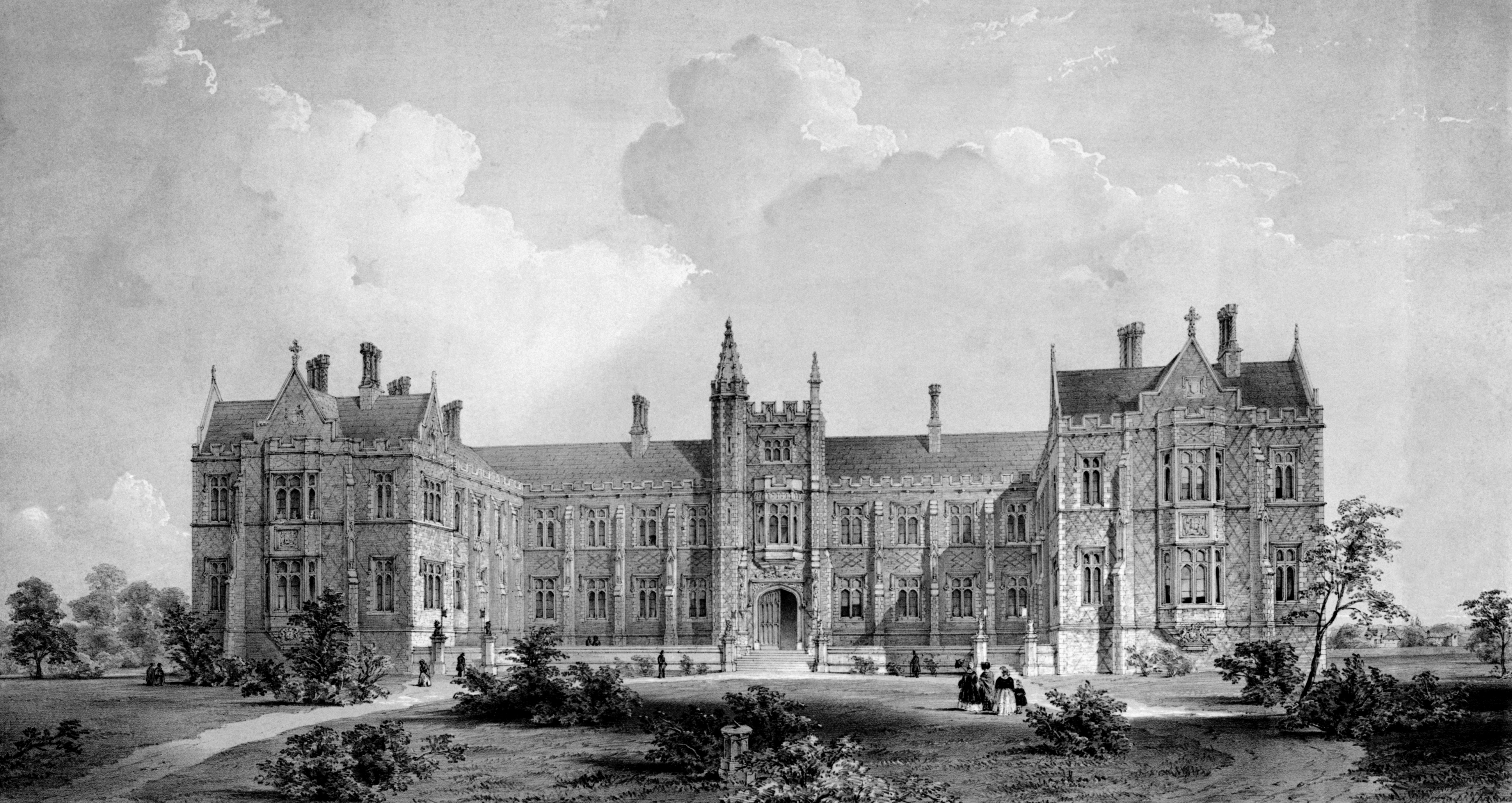
Brompton Hospital przy Fulham Road, ok. 1850 r.

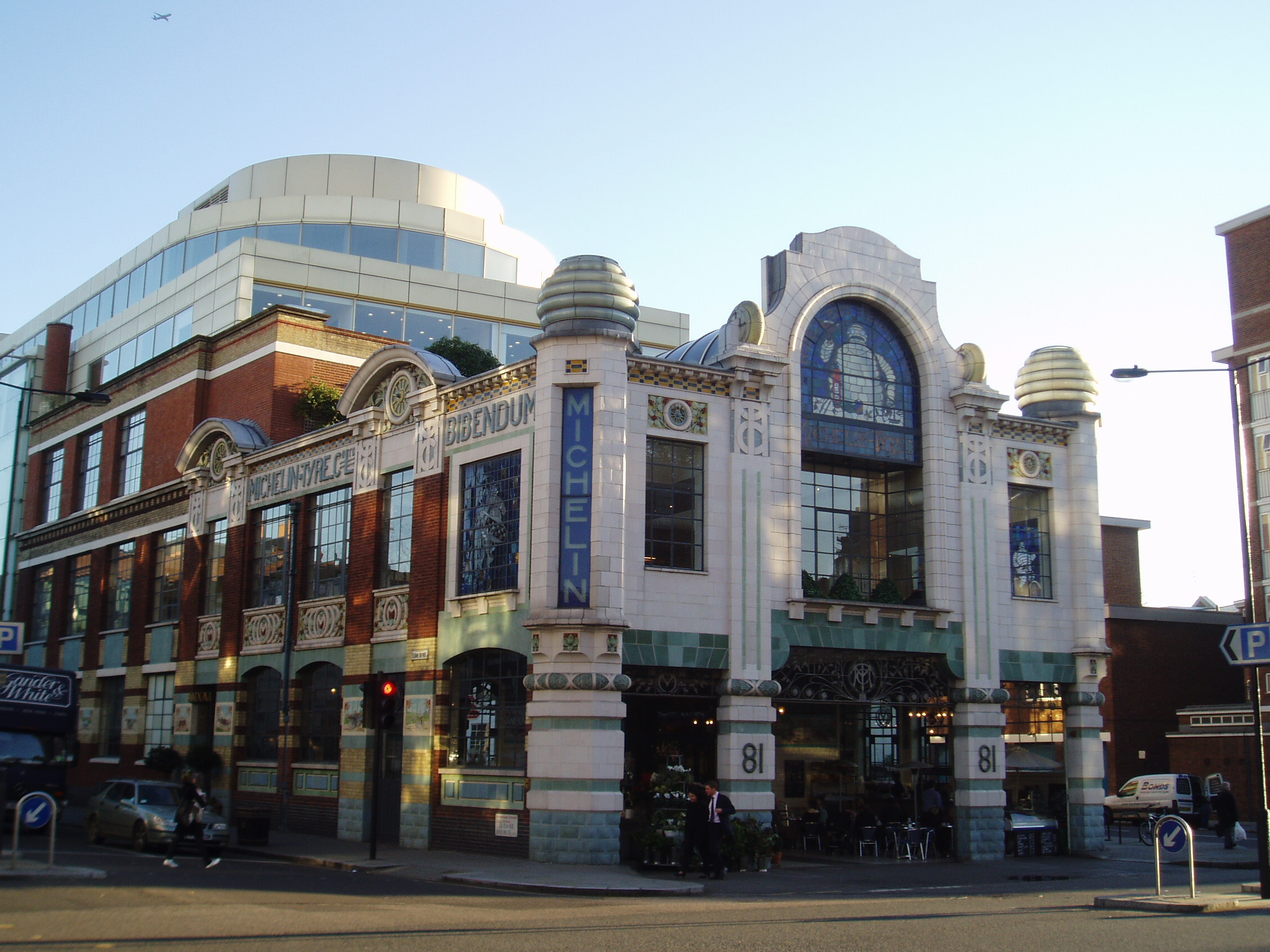
Michelin House, Art déco, Brompton

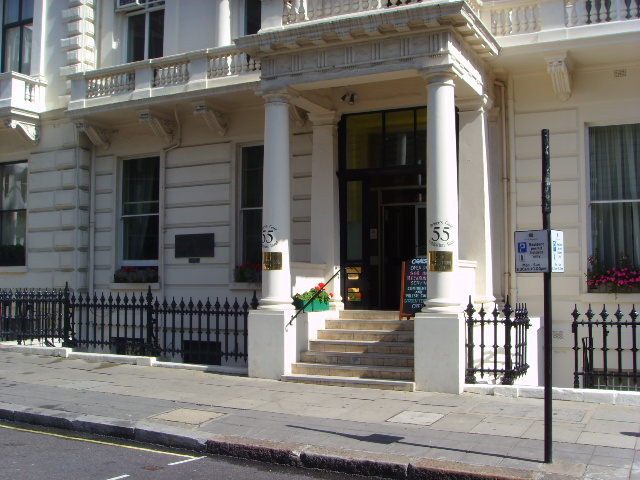
Ognisko Polskie w Londynie

Pierwsza wzmianka o Brompton pochodzi z 1292 r. Było to wówczas osiedle przy głównej drodze prowadzącej z Londynu na zachód, przez Little Chelsea do starej parafii Fulham nad Tamizą, a stamtąd przez most do hrabstwa Surrey. Słynne ogrody Brompton Park Nurseries zostały założone w 1681 r. przez czterech ogrodników, m.in. George London. Pod koniec XVIII w. mapa Carey-ego z 1787 r. wskazuje na to, iż w Brompton było szereg gospodarstw ogrodniczych Sto lat później Charles Dickens, Jr. (najstarszy syn Charlesa Dickensa) pisał w swej książce w 1879 r., Dickens's Dictionary of London iż „w Brompton ongiś mieszkali prawie wyłącznie artyści, a nawet dziś jest to miejsce ulubione ludzi pędzla oraz dłuta chociaż w tych czasach wkrada się przez jej granice dzielnica Belgravia, której to czynsze są mocno wygórowane”. 
Wieś doczekała się swego pierwszego kościoła anglikańskiego dopiero w 1829 r. Holy Trinity Brompton, który prędko nagromadził wokół siebie parafian.
Na to że z biegiem czasu pojęcie Brompton jako miejscowość zostało rozparcelowane i zamaskowane przez nowe osiedla, składają się dwie przyczyny, po pierwsze, Wielka Wystawa, „The Great Exhibition” 1851 r., a po niej szybki przyrost muzeów i innych instytucji, a po drugie, szybki rozwój kolei miejskich. Przypadkowo stacja kolejowa wybudowana w 1868 r. na linii Metropolitan Railway oraz District Railway, aby dowozić tłumy odwiedzające Wielką Wystawę na terenie Brompton, otrzymała imponujące miano South Kensington, a nie należycie „Brompton”, z tego powodu, że w pobliżu był pałac królewski w sąsiednim Kensingtonie, czyli Kensington Palace. Dopiero w następnym wieku otworzono stację „Brompton Road tube station – Brompton Road stacja metra” (w 1906 r.) na nowej linii „Great Northern, Piccadilly and Brompton Railway”. Lecz brak pasażerów doprowadził do zamknięcia jej w 1934 r. Za to stacja Gloucester Road (stacja metra) otwarta już w 1868 r. poprawnie została nazwana „Gloucester Road, Brompton”, lecz z czasem, i w tymże wypadku opuszczono „Brompton” z jej nazwy. W ten sposób Brompton przestało istnieć jako osiedle lub docelowa miejscowość. Nazwa Brompton przetrwała jednak jeszcze z 1866 r., o kilometr na zachód, kiedy to wielki inżynier, Sir John Fowler wybudował nową stację „West Brompton” (stacja metra), „wśród pól”, koło Cmentarza Brompton. 
W 1965 r., kiedy historyczne gminy Royal Borough of Kensington i Borough of Chelsea połączyły się, aby stworzyć nowy podział miejski, angielskie biuro heraldyczne College of Arms stworzyło dla nich nową tarczę w której figuruje Brompton. U góry tarczy zamiast pióropuszu jest krzak Kolcolistu, który upamiętnia Brompton i jego historyczny związek z poprzednimi sąsiednimi gminami, Kensington i Chelsea. „Dzielnica” Brompton jest obecnie włączona w okręg wyborczy „Chelsea and Fulham”. 
W Średnim Wieku Brompton słynął z kolcolistów (po angielsku „broom”) na polach. A nazwa pochodzi z połączenia „broom” i „tun” co oznaczało gospodarstwo. Ale w dzisiejszym Royal Borough of Kensington and Chelsea okręg zabytkowy, „Brompton Conservation Area”, składa się jedynie z małej północnej cząstki historycznej miejscowości Brompton. Reszta zaginionych ulic oraz ogrodów Brompton jest rozparcelowana pomiędzy sąsiednimi okręgami gminy.

## Polski ośrodek emigracyjny
Od momentu przybycia w 1940 r. Polskiego Rządu na Uchodźstwie do Londynu główne skupisko polskie w stolicy powstało w dzielnicach South Kensington i pobocznym Earl’s Court oraz ich okolicach, tzn. w historycznej strefie Brompton. Struktury rządowe znajdywały się przy Kensington Palace Gardens, opodal struktur towarzyskich Polskiego Londynu na South Kensington. Oprócz Ogniska, Daquise'a i Marynki, polskich kawiarni koło stacji metra, oraz w pobliżu Samopomocy Marynarki Wojennej, Klubu Lotników i SPK przy Queen's Gate Terrace, osiedlili się tam polscy lekarze i dentyści. Polskie przedsiębiorstwa, księgarnie, hotele, sklepy spożywcze, apteka Mateusza Grabowskiego i wysyłka paczek do Polski, również zaczynały w tej dzielnicy. 
Polska (tymczasowa) parafia powstała u księży Oratorianów – ich świątynia, Brompton Oratory, obok Victoria and Albert Museum, miała miejsca dla kilkuset wiernych. Kościół polski przy Devonia Road w ubogiej wtedy dzielnicy Islingtonu w północnym Londynie, był mały i zbyt odległy dla tych Polaków, którzy osiedlili się przeważnie w zachodnim Londynie. Od okresu wojny do powstania parafii u św. Andrzeja Boboli (1962–3) na Shepherds Bush, przez przeszło dwadzieścia lat nabożeństwa, a zwłaszcza niedzielna msza po polsku odbywała się co tydzień w kościele Brompton.
W 1945 r. Instytut Polski i Muzeum im. gen. Sikorskiego w Londynie za pomocą wdowy generała Władysława Sikorskiego został ufundowany przy Princes Gate w północnej części dzielnicy Brompton.

## Znane ulice i skwery
- Beauchamp Place
- The Boltons
- Brompton Place
- Brompton Road
- Brompton Square
- Cranley Gardens
- Cromwell Road
- Drayton Gardens
- Egerton Gardens
- Exhibition Road
- Fulham Road
- Gloucester Road
- Hereford Square
- Old Brompton Road
- Onslow Square
- Queen's Gate
- Thurloe Square

## Zabytki
- Cmentarz Brompton
- Brompton Oratory, katolicki kościół w którym mieściła się polska parafia przez trzydzieści lat od czasu drugiej wojny światowej
- Chelsea and Westminster Hospital
- Katedra Ormiańskiego Kościoła Apostolskiego p.w. św. Józefa w Londynie
- Deutsche Evangelische Christuskirche (1904)
- Fulham Road Jewish Cemetery, Żydowski Cmentarz, „Jewish Cemetery, Brompton”, ufundowany w 1815 r.
- Gloucester Road niegdyś „Gloucester Road, Brompton”
- Holy Trinity Brompton
- Natural History Museum
- Victoria and Albert Museum
- Ognisko Polskie w Londynie
- Imperial College London
- Instytut Francuski w Londynie
- Goethe-Institut

## Ludzie związani z Brompton
- Muzio Clementi (1752-1832), kompozytor
- William Wilberforce (1759-1833), polityk
- George Canning (1770-1827), polityk
- Henry Cole (1808-1882), fundator muzeum
- Jenny Lind (1820-1887), śpiewaczka operowa
- W. S. Gilbert (1836-1911), pisarz
- Stéphane Mallarmé (1842-1898), poeta
- Edwin Lutyens (1869-1944), architekt
- Agatha Christie (1890-1976), pisarka
- Kazimierz Pacewicz (1901-1974), polski oficer i artysta malarz, uczeń Józefa Pankiewicza, mieszkał na Roland Gardens
- Mervyn Peake (1911-1968), pisarz
- Rosalind Franklin (1920-1958), naukowiec